# Pheme
Pheme (Φημη) er i græsk mytologi personificeringen af berømmelse. Hun var datter af Gaia.
I det græske samfund spillede hun ikke så stor en rolle, da man ikke mente, at berømmelse var noget, man nødvendigvis burde stræbe efter. Hendes romerske pendant, Fama, spillede derimod en mere væsentlig rolle. Ikke desto mindre har man fundet et alter i Athen, der er indviet til Pheme.
På krukker og statuer bærer hun trompet og vinger.
- Wikimedia Commons har flere filer relateret til Pheme